# Сиятвинда, Григорий Дэвидович
Григо́рий Дэ́видович Сиятви́нда (род. 26 апреля 1970, Тюмень, СССР) — российский актёр театра, кино и дубляжа, телеведущий; заслуженный артист Российской Федерации (2006), лауреат Государственной премии Российской Федерации (2003).

## Биография
Родился 26 апреля 1970 года в Тюмени. Мать — русская, уроженка Тюмени. Отец — уроженец Замбии, приехавший учиться в СССР в середине 1960-х годов. По его словам, более верным написанием фамилии является Сятуинда, но из-за ошибки в записи транскрипции стало Сиятвинда. С 2 до 5 лет жил в Замбии, а потом, после развода родителей, вернулся с матерью в Тюмень.
После окончания школы поступил в Тюменский индустриальный университет, факультет технической кибернетики, специальность — автоматика и телемеханика, но, не окончив 2-й курс, бросил. После 1-го курса в течение года с небольшим проходил службу в рядах Советской армии (танковые войска). В 1995 году окончил Высшее театральное училище имени Б. В. Щукина (курс Аллы Казанской). Ещё учась в училище, начал работать в театре имени Е. Б. Вахтангова — первая постановка с его участием «Я тебя больше не знаю, милый» вышла в 1994 году. После окончания училища стал актёром московского театра «Сатирикон».
В кино дебютировал в 1997 году в фильме режиссёра Валерия Чикова «Не валяй дурака…».
Был удостоен премии «Чайка» в номинации «Прорыв» (в 1999 году) и премии «Кумир» в номинации «Надежда года» (в 2000 году) за исполнение 14 ролей в спектакле «Квартет».
В 2003 году был удостоен Государственной премии в области литературы и искусства за исполнение ролей классического и современного репертуара. В том же году недолго являлся ведущим программы «Утро на НТВ».
После выхода в 2005 году фильма «Жмурки», в котором сыграл роль бандита по кличке Баклажан, стал известен широкой публике.
В 2007 году участвовал в телешоу «Ледниковый период» на Первом канале, снялся в клипе певицы Славы на песню «Бабье лето».
С 2015 года играл роль управляющего отелем Михаила Джековича Гебреселассие в телесериале «Кухня», а затем — в сериалах «Отель Элеон», «Гранд» и «Кухня. Война за отель».

### Личная жизнь
Женат на танцовщице Татьяне Сиятвинде с 2006 года. Детей в браке нет.

## Творчество

### Театр имени Вахтангова
- 1994 — «Я тебя больше не знаю, милый»

### Театр «Сатирикон»
- 1996 — «Ромео и Джульетта»
- 1996 — «Трёхгрошовая опера»
- 1997 — «Такие свободные бабочки»
- 1997 — «Кьоджинские перепалки»
- 1998 — «Гамлет»
- 1998 — «Жак и его господин»
- 1999 — «Квартет»
- 2001 — «Шантеклер»
- 2002 — «Макбет»
- 2003 — (вторая премьера — 2009) — «Доходное место»
- 2004 — «Маскарад»
- 2005 — «Смешные деньги»[9]
- 2009 — «Тополя и ветер»
- 2014 — «Лондон Шоу»
- 2014 — «Однорукий из Спокана»
- 2018 — «Дон Жуан»[10]
- 2020 — «Плутни Скапена»[10]

### «Открытый театр»
- 2001 — «Мужской сезон»

### Центр драматургии и режиссуры
- 2001 — «Войцек»[11]

### Другой театр(Москва)
- 2009 — «Розенкранц и Гильденстерн мертвы»[12]

### Театр имени Пушкина
- 2012 — «Отражения, или Истинное»[13]
- 2016 — «Дом, который построил Свифт»

### Театр «Ателье»
- 2017 — «Трактирщица»[14] по пьесе К. Гольдони — кавалер

### Никатеатр
- 2019 — «Загадочные вариации» — Эрик Ларсен

### Фильмография

#### Актёр
| Год       |   | Название                                    | Роль                                                                 |
| --------- | - | ------------------------------------------- | -------------------------------------------------------------------- |
| 1997      | ф | Не валяй дурака…                            | Василий Селиванов, сын Филимона                                      |
| 2002      | с | Невозможные зелёные глаза                   | Гийом Бубутика, студент-африканец                                    |
| 2002      | ф | Спартак и Калашников                        | Том                                                                  |
| 2003      | ф | Спас под берёзами                           | Лёша, друг Любы                                                      |
| 2005      | ф | Жмурки                                      | бандит Эфиоп Баклажан                                                |
| 2005      | ф | Крупногабаритные                            | мистер Мак-Кинли                                                     |
| 2005      | с | Убойная сила 6 (серия «Мыс Доброй Надежды») | Нгубиев                                                              |
| 2006      | ф | Бедная крошка                               | принц                                                                |
| 2006      | ф | Кинофестиваль, или Портвейн Эйзенштейна     | Абу Шахид                                                            |
| 2006      | с | Офицеры                                     | Док, советский врач госпиталя в Сантильяно                           |
| 2007      | ф | Параграф 78                                 | Фестиваль                                                            |
| 2007      | ф | Одна любовь на миллион                      | Максимка                                                             |
| 2007      | ф | Артисты                                     | Иеремия                                                              |
| 2008      | с | Чемпион                                     | Джеймс Кемал Кобби (Джимми), футболист из Сьерра-Леоне               |
| 2008      | ф | Трасса М8                                   | мистер Уайт                                                          |
| 2009      | ф | Пистолет Страдивари                         | Вовик                                                                |
| 2010      | с | Возмездие                                   | Денис                                                                |
| 2010      | ф | Сказка. Есть                                | шпрехшталмейстер                                                     |
| 2010      | ф | Пилъ. Курилъ.                               | Валя, киллер из 1990-х                                               |
| 2011      | ф | All inclusive, или Всё включено             | Карадуман                                                            |
| 2011      | с | Откровения                                  | Муромов, спонсор                                                     |
| 2012      | ф | Свидание                                    | Куценко                                                              |
| 2012      | ф | Большая ржака                               | жених                                                                |
| 2012      | ф | Вождь разнокожих                            | Стасик Жан-Батистович                                                |
| 2012      | ф | Курьер из «Рая»                             | Коля                                                                 |
| 2012      | ф | Праздник взаперти                           | Слава Белкин                                                         |
| 2013      | ф | Всё включено 2                              | Карадуман                                                            |
| 2013      | ф | Простая жизнь                               | Пьер                                                                 |
| 2013      | ф | Самый длинный день                          | Гарсия                                                               |
| 2015—2016 | с | Кухня                                       | Михаил Джекович Гебреселассие, управляющий бутик-отелем              |
| 2016—2017 | с | Отель Элеон                                 | Михаил Джекович Гебреселассие, заместитель управляющего бутик-отелем |
| 2017      | с | Беглец                                      | Григорий                                                             |
| 2018—2019 | с | Гранд                                       | Михаил Джекович Гебреселассие, заместитель управляющего отелем       |
| 2018      | ф | Пришелец                                    | Гриша Стар, телевизионщик (отсылка к Тимати)                         |
| 2019      | с | Секта                                       | Пичугин, адвокат                                                     |
| 2019      | с | Кухня. Война за отель                       | Михаил Джекович Гебреселассие, управляющий отелем                    |
| 2020      | с | Балабол 4                                   | Джордж Виллакази, майор полиции Ботсваны                             |
| 2020      | ф | Вечер шутов, или Серьёзно с приветом        | врач                                                                 |
| 2021      | ф | 16-й                                        | Тёрнер                                                               |
| 2021      | с | Зелёный мэр                                 | Зуев                                                                 |
| 2022      | с | Ресторан по понятиям                        | Серафим Петрович                                                     |
| 2022      | ф | Отчаянные дольщики                          | Лёня                                                                 |
| 2022      | с | Бедный олигарх                              | Шаман                                                                |
| 2023      | ф | Зоськина заправка                           | Мамука Абесаломович                                                  |
| 2023      | ф | Баба Яга спасает мир                        | Кощей Бессмертный                                                    |
| 2024      | с | Переведи её через Майдан                    | Полуян                                                               |
| 2024      | ф | Зять                                        | уролог                                                               |

### Дубляж

###### Фильмы
- 1997 — Теория заговора[15] — агент Лоури (Силк Козарт)
- 2000 — Семьянин[15] — Кэш (Дон Чидл)

###### Мультфильмы и мультсериалы
- 2016 — Моана[16] — Мауи
- 2017 — Шахерезада. Нерассказанные истории[17] — джинн Халил

## Интервью
- Интервью Григория Сиятвинды для Папа Африка TV. youtube.com (4 февраля 2016). Дата обращения: 18 марта 2019.
- Григорий Сиятвинда. Мой герой. ТВ Центр (1 марта 2018). Дата обращения: 9 мая 2019.
- Григорий Сиятвинда. Судьба человека. Россия-1 (14 декабря 2018).
- Актёр Григорий Сиятвинда. Вечерний Ургант. Первый канал (29 апреля 2020).